# Birangona
Birangona (bengali: বীরাঙ্গনা; "heroína de guerra") foi o título concedido pelo governo de Bangladesh a mulheres estupradas na guerra de libertação de Bangladesh.

## História
Em 16 de dezembro de 1971, Bangladesh conquistou sua independência do Paquistão através da guerra de libertação de Bangladesh. Houve estupro em massa durante a guerra, com cerca de 200.000 a 400.000 mulheres estupradas pelo Exército do Paquistão e seus colaboradores. Em 22 de dezembro de 1971, o governo de Bangladesh declarou mulheres que haviam sido estupradas Birangona ou heroína de guerra. O presidente Sheikh Mujibur Rahman pediu a Bangladesh que "desse a devida honra e dignidade às mulheres oprimidas pelo exército paquistanês" e as chamou de filhas. No entanto, muitas delas cometeram suicídio, uma parte delas deixou o país para trabalhar como servos no exterior, e muitos foram mortos nas mãos de parteiras não qualificadas durante o aborto. Isso levou o governo a criar 'seba sadans' para dar-lhes apoio clínico. A Agência Central de Reabilitação para Mulheres foi criada em janeiro de 1972 para reabilitar essas mulheres violadas com o apoio técnico e humanitário da International Planned Parenthood, do Centro Internacional de Pesquisa e Treinamento em Aborto e da Igreja Católica. Mais tarde, o governo lhes deu treinamento vocacional e lançou uma campanha para casá-las. O que levou a acusações de que Bangladesh estava tentando esconder os Birongonas. As Birangonas têm sido frequentemente excluídas da sociedade e de seus familiares.
Ativistas dos direitos das mulheres pediram que Birangona fosse declarada combatente da liberdade (Mukti Bahini). A Associação Nacional de Advogados de Mulheres do Bangladesh e Mitali Hossain apresentaram uma petição à   Divisão da Suprema Corte de Bangladesh para melhorar o status das Birangonas. Em 27 de janeiro de 2014, o Supremo Tribunal perguntou ao governo do Bangladesh por que não deveria ser instruído a fazê-lo. Em janeiro de 2015, o parlamento do Bangladesh aprovou uma proposta para atualizar o status de Birangona para o status de combatente da liberdade. Em 23 de outubro de 2015, o governo de Bangladesh declarou pela primeira vez 43 Birangonas, combatentes da liberdade. O ministro dos Assuntos da Guerra de Libertação, AKM Mozammel Haque, disse que agora elas gozariam dos mesmos benefícios do governo que os Lutadores da Liberdade.